# Lermontovsuite
Lermontovsuite (Russisch: Сюита из музыки к пьесе »Лермонтов«, Syuita iz muzyki k pyese »Lermontov«) is een compositie van Aram Chatsjatoerjan.
Chatsjatoerjan schreef muziek bij ongeveer twintig toneelstukken. Een van de bekendst gebleven uit die verzameling is de muziek geschreven bij Masquerade van Michail Lermontov. Hij mocht echter ook de muziek schrijven bij het toneelstuk in vier akten Lermontov van Boris Lavrenjov, dat handelt over het leven van de auteur. De muziek begeleidde acht scènes: 1: Eerste lied, 2: Mars, 3: Mazurka, 4: Wals, 5: Lezginka, 6: Signalen, 7: Bij de dood van de dichter, 8: Finale. Het toneelstuk ging op 30 december 1954 in Moskou in première met A. Mickailov (Lermontov) en Varvara Popova (Arseneva, verpleegster) in de hoofdrollen.
Vijf jaar later stelde de componist uit die muziek een wat handzamere suite samen, die slechts vier delen omvat. Bij het samenstellen hield hij zich niet aan de chronologische volgorde in de film: 1: Introductie (Bij de dood van de dichter), 2: Mazurka, 3: Wals en 4: Intermezzo en finale (Lermontov in de Kaukasus). De suite kent nogal wat tempowisselingen, zoals gebruikelijk in de muziek van Chatsjatoerjan.  
Chatsjatoerjan schreef de toneelmuziek (en suite) voor een uitgebreid symfonieorkest:
- 3 dwarsfluiten (III ook piccolo), 3 hobo's (III ook althobo), 3 klarinetten (III ook basklarinet), 2 fagotten
- 4 hoorns, 3 trompetten, 3 trombones, 1 tuba
- pauken, percussie, harp
- violen, altviolen, celli, contrabassen

Loris Tjeknavorian nam in oktober/november 1994 de suite op met het Philharmonisch Orkest van Armenië voor het platenlabel ASV Records (DCA 946). De opnamen maakten deel uit van een serie gewijd aan muziek van de Armeense componist; het bleef voor zover bekend de enige opname van deze toneelmuziek/suite.